# Чаченгсау (провинция)
Чаченгсау (тайск. ฉะเชิงเทรา) — провинция в северо-восточной части Таиланда, в 82 км от Бангкока. Численность населения 700 902 человек (2015).
Административный центр — город Чаченгсау.
На гербе провинции изображено здание храма Сотхонварарамворавихан (тайск. วัดโสธรวรารามวรวิหาร), в котором находится главная в регионе статуя Будды Луанг По Будда Сотхон.

## Географическое положение
Западная часть провинции располагается в долине реки Банг Паконг, воды которой используются в ирригационных целях. Восточную территорию покрывают холмы. На юго-западе провинция имеет выход к Сиамскому заливу.

## Климат
Климат тропический, муссонный. В 2009 году насчитывалось 124 дождливых дней с осадками 1177,3 мм. В том же году была самая высокая температура 36,4 °C, низкая составила 15,8 °C.
| Показатель                               | Янв. | Фев. | Март | Апр. | Май   | Июнь  | Июль  | Авг.  | Сен.  | Окт.  | Нояб. | Дек. | Год    |
| ---------------------------------------- | ---- | ---- | ---- | ---- | ----- | ----- | ----- | ----- | ----- | ----- | ----- | ---- | ------ |
| Средний суточный максимум, °C            | 32,0 | 32,7 | 33,7 | 34,9 | 34,0  | 33,1  | 32,7  | 32,5  | 32,3  | 32,0  | 31,6  | 31,3 | 32,7   |
| Средний суточный минимум, °C             | 21,0 | 23,3 | 24,9 | 26,1 | 25,6  | 25,4  | 25,0  | 24,9  | 24,6  | 24,3  | 23,1  | 20,8 | 24,1   |
| Норма осадков, мм                        | 9,1  | 29,9 | 28,6 | 64,7 | 220,4 | 149,3 | 154,5 | 196,7 | 344,2 | 241,6 | 48,1  | 9,7  | 1496,8 |
| Источник: Thai Meteorological Department |      |      |      |      |       |       |       |       |       |       |       |      |        |

## История
История провинции Чаченгсау начинается во времена правления короля Боромотрайлоканата в Аюттхайский период. Сначала люди селились преимущественно вдоль реки Банг Па Конг и каналов. Город всегда имел важное значение в жизни страны. Во время правления Рамы I там располагалось Министерство Внутренних Дел. До 1916 года входил в состав провинции Прачинбури и носил статус города.

## Административное деление
Общая площадь провинции составляет 5351,0 км², административно она делится на 11 районов (ампхое):
1. Столичный район Чаченгса́у — Mueang Chachoengsao (เมืองฉะเชิงเทรา)
2. Район Бангкхла́ — Bang Khla (บางคล้า)
3. Район Бангна́м-При́у — Bang Nam Priao (บางน้ำเปรี้ยว)
4. Район Ба́нг-Пако́нг — Bang Pakong (บางปะกง)
5. Район Банпхо́ — Ban Pho (บ้านโพธิ์)
6. Район Пхано́м-Са́ракхам — Phanom Sarakham (พนมสารคาม)
7. Район Ра́часан — Ratchasan (ราชสาส์น)
8. Район Сана́м-Чайкхе́т — Sanam Chai Khet (สนามชัยเขต)
9. Район Пленъя́у — Plaeng Yao (แปลงยาว)
10. Тха́-Таки́еп — Tha Takiap (ท่าตะเกียบ)
11. Кхло́нг-Кхы́эн — Khlong Khuean (คลองเขื่อน)

## Достопримечательности
В городе Чаченгсау расположен самый старый храм провинции Ват Сотхон Ворарам Воравихан, в котором находится очень почитаемая статуя Будды «Луанг По Сотхон». Храм был построен в эпоху позднего царства Аюттайя.
Среди других достопримечательностей этого города можно отметить городскую крепость, городской парк, множество храмов, традиционные тайские рынки, сады манговых деревьев, набережную реки Банг Паконг. На площади около 77 000 м2, имеется учебно-демонстрационный центр Komatsu.